# Valerie Perrine
Valerie Ritchie Perrine (Galveston, Texas, 1943. szeptember 3. –) BAFTA-díjas amerikai színésznő, modell. 
Leghíresebb szerepe Lenny Bruce komikus felesége, Honey Bruce a Lenny című filmből, de Lex Luthor szeretőjeként is ismert az 1978-ban bemutatott Supermanből. 2017-ben visszavonult a színészkedéstől egészségügyi okok miatt.

## Élete és pályafutása
Valerie Perrine Galvestonban született 1943-ban. Édesanyja, Winifred "Renee" McGinley, hivatásos táncosnő, édesapja, Kenneth Perrine az amerikai hadseregben szolgált alezredesi rangban. Perrine neves őse Daniel Perrin, aki New York City ötödik kerületének, Staten Islandnek volt az egyik első európai lakója, és a Hugenotta néven is ismerték őt.
Valerie Perrine karrierjét táncosnőként kezdte Las Vegasban. 1972-ben debütált Kurt Vonnegut Az ötös számú vágóhíd című regényének filmadaptációjában, amiben a pornósztár Montana Wildhacket alakította. A produkció több Szaturnusz-díjat is besöpört, a főszereplő Michael Sackset Golden Globe-díjra is jelölték. 1974-ben Perrine megkapta Honey Bruce sztriptíztáncosnő szerepét a Lenny című filmben. A színésznő alakítását dicsérte a kritika, és elnyerte a cannes-i fesztivál legjobb női alakítás díját, valamint Golden Globe-ra és Oscar-díjra is jelölték.
1978-ban Lex Luthor szeretőjét játszotta a Supermanben, amit megismételt a Superman II.-ben is. További fontosabb filmjei a Maid to Order, a Reflections in a Dark Sky, a Forráspont, a My Girlfriend's Boyfriend és The Amateurs. Perrine főszerepet kapott a rövid életű Leo & Liz in Beverly Hills című tévésorozatban, valamint vendégszerepelt a Faerie Tale Theatre-ben.
Annak ellenére, hogy több kapcsolata is volt, Perrine nem ment férjhez. Utolsó filmszereplése 2016-ban volt a Silver Skies című produkcióban, majd 2017-től nyugdíjba vonult, miután Parkinson-kórral diagnosztizálták.

## Filmográfia

### Film
| Év   | Magyar cím             | Eredeti cím                | Szerep                 | Magyar hang         |
| ---- | ---------------------- | -------------------------- | ---------------------- | ------------------- |
| 1972 | Az ötös számú vágóhíd  | Slaughterhouse-Five        | Montana Wildhack       | Borbás Gabi         |
| 1973 |                        | The Last American Hero     | Marge                  |                     |
| 1974 | Lenny                  | Lenny                      | Honey Bruce            | Bertalan Ágnes      |
| 1976 |                        | W.C. Fields and Me         | Carlotta Monti         |                     |
| 1977 | Mr. Milliárd           | Mr. Billion                | Rosie Jones            | Götz Anna           |
| 1977 | Mr. Milliárd           | Mr. Billion                | Rosie Jones            | Farkasinszky Edit   |
| 1978 | Superman               | Superman                   | Eve Teschmacher        | Kocsis Mariann      |
| 1978 | Superman               | Superman                   | Eve Teschmacher        | Frajt Edit          |
| 1978 | Superman               | Superman                   | Eve Teschmacher        | Csondor Kata        |
| 1979 |                        | The Magician of Lublin     | Zeftel                 |                     |
| 1979 | A Las Vegas-i lovas    | The Electric Horseman      | Charlotta Steele       | Menszátor Magdolna  |
| 1980 |                        | Agency                     | Brenda Wilcox          |                     |
| 1980 | Zenebolondok           | Can't Stop the Music       | Samantha 'Sam' Simpson |                     |
| 1980 | Superman II.           | Superman II                | Eve Teschmacher        | Kocsis Mariann      |
| 1980 | Superman II.           | Superman II                | Eve Teschmacher        | Orosz Anna          |
| 1981 | Ágyúgolyó futam        | The Cannonball Run         | rendőrnő               | Balogh Emese        |
| 1982 | Állj, határ!           | The Border                 | Marcy                  | Orosz Helga         |
| 1982 | Állj, határ!           | The Border                 | Marcy                  | Dudás Eszter        |
| 1985 | A víz mindent visz     | Water                      | Pamela Weintraub       | Söptei Andrea       |
| 1987 |                        | Maid to Order              | Georgette Starkey      |                     |
| 1988 |                        | Mask of Murder             | Marianne McLaine       |                     |
| 1990 | Fegyveres őrangyal     | Bright Angel               | Aileen                 |                     |
| 1991 |                        | Riflessi in un cielo scuro | Caterina               |                     |
| 1993 | Forráspont             | Boiling Point              | Mona                   | Bessenyei Emma      |
| 1995 | Piszkos fonák          | The Break                  | Delores Smith          | Mics Ildikó         |
| 1995 | Tűzpiros Cadillac      | Girl in the Cadillac       | Tilly Baker            |                     |
| 1998 | 54                     | 54                         | Elaine pártfogoltja    |                     |
| 1998 | Szellemtanya           | Curtain Call               | Monica Gilroy          |                     |
| 1998 | Rekviem egy nyomozóért | Brown's Requiem            | Marguerita Hansen      |                     |
| 1998 |                        | A Place Called Truth       | Estelle                |                     |
| 1999 |                        | Shame, Shame, Shame        | Maura édesanyja        |                     |
| 1999 |                        | My Girlfriend's Boyfriend  | Rita                   |                     |
| 2000 | Mi kell a nőnek?       | What Women Want            | Margo                  | Szilvássy Annamária |
| 2002 |                        | The End of the Bar         | Mrs. Duncan            |                     |
| 2005 |                        | The Moguls                 | V                      |                     |
| 2005 | A kaliforniaiak        | The Californians           | Lenora Tripp           |                     |
| 2008 |                        | Redirecting Eddie          | Gloria Vassick         |                     |
| 2016 |                        | Silver Skies               | Ethel                  |                     |

### Televízió
| Év        | Magyar cím                   | Eredeti cím                     | Szerep             | Megjegyzések                                 |
| --------- | ---------------------------- | ------------------------------- | ------------------ | -------------------------------------------- |
| 1972      |                              | The Couple Takes a Wife         | Jennifer Allen     | tévéfilm                                     |
| 1973      |                              | Lady Luck                       | Lady Luck          | tévéfilm                                     |
| 1973      |                              | Steambath                       | Meredith           | tévéfilm                                     |
| 1973      |                              | Love Story                      | Marlene            | 1 epizód                                     |
| 1978      |                              | Ziegfeld: The Man and His Women | Lillian Lorraine   | tévéfilm                                     |
| 1982      |                              | Marian Rose White               | Stella White       | tévéfilm                                     |
| 1983      |                              | Malibu                          | Dee Staufer        | tévéfilm                                     |
| 1983      |                              | When Your Lover Leaves          | Ronda Thompson     | tévéfilm                                     |
| 1985      |                              | Faerie Tale Theatre             | Tina               | 1 epizód                                     |
| 1986      |                              | Leo & Liz in Beverly Hills      | Liz Green          | főszereplő                                   |
| 1987      |                              | CBS Summer Playhouse            | Molly              | 1 epizód                                     |
| 1988      |                              | Una casa a Roma                 | Julie              | tévéfilm                                     |
| 1989      |                              | Quattro storie di donne         | Rose               | 1 epizód                                     |
| 1989      | Az ifjúság édes madara       | Sweet Bird of Youth             | Miss Lucy          | - tévéfilm - magyar hangja: - Simorjay Emese |
| 1991      | Lángoló part                 | Burning Shore                   | Isabelle           | tévéfilm                                     |
| 1992      | Miért éppen Alaszka?         | Northern Exposure               | Jackie Vincoeur    | 1 epizód                                     |
| 1993      |                              | Ghostwriter                     | April Flowers      | 1 epizód                                     |
| 1993      |                              | The Secret of Lake Success      | Honey Potts Atkins | minisorozat (3 epizód)                       |
| 1994      |                              | Burke's Law                     | Suzanne Dubonet    | 1 epizód                                     |
| 1995      | Gyilkos utcák                | Homicide: Life on the Street    | Brigitta Svendsen  | 1 epizód                                     |
| 1995      | Vészhelyzet                  | ER                              | Cookie Lewis       | 2 epizód                                     |
| 1996      | Nash Bridges – Trükkös hekus | Nash Bridges                    | Mrs. Nassiter      | 3 epizód                                     |
| 1997      | Ügyvédek                     | The Practice                    | Jane Elaine        | 1 epizód                                     |
| 1998      | Walker, a texasi kopó        | Walker, Texas Ranger            | Marge Wyman        | 1 epizód                                     |
| 1998–1999 |                              | As the World Turns              | Delores Pierce     | 8 epizód                                     |
| 2001      | Divatalnokok                 | Just Shoot Me!                  | Carol              | 1 epizód                                     |
| 2001      | Családjogi esetek            | Family Law                      | Helen Watson       | 1 epizód                                     |
| 2001      |                              | The Beast                       | Mrs. Silberger     | 1 epizód                                     |
| 2002      | A Sorscsapás család          | Grounded for Life               | Maureen Bustamante | 1 epizód                                     |
| 2005      | Harmadik műszak              | Third Watch                     | Merlene            | 1 epizód                                     |
| 2011      |                              | Lights Out                      | Mae                | 2 epizód                                     |

## Fontosabb díjak és jelölések
| Díj                       | Kategória                            | Jelölt mű    | Eredmény |
| ------------------------- | ------------------------------------ | ------------ | -------- |
| Cannes-i fesztivál (1975) | legjobb női alakítás díja            | Lenny        | Elnyerte |
| Oscar-díj                 | legjobb női főszereplő               | Lenny        | Jelölve  |
| BAFTA-díj                 | legjobb női főszereplő               | Lenny        | Jelölve  |
| BAFTA-díj                 | legígéretesebb elsőfilmes főszereplő | Lenny        | Elnyerte |
| Golden Globe-díj          | legjobb női főszereplő (filmdráma)   | Lenny        | Jelölve  |
| Szaturnusz-díj            | legjobb női mellékszereplő           | Superman     | Jelölve  |
| Arany Málna díj           | legrosszabb női főszereplő           | Zenebolondok | Jelölve  |